# Thousand Islands Bridge
Il Thousand Islands Bridge (in francese: Pont des Mille-îles) è un sistema di ponti internazionali sul fiume San Lorenzo, di proprietà degli Stati Uniti, che collega la zona settentrionale nello Stato di New York con la zona sud-orientale dell'Ontario, in Canada.

## Storia
Costruiti nel 1937, con ulteriori modifiche nel 1959, i ponti attraversano il confine tra il Canada e gli Stati Uniti nel mezzo della regione delle Thousand Islands. Tutti i ponti del sistema hanno due corsie per il traffico, una in ciascuna direzione, con marciapiedi per i pedoni.